# Rutherford (motor cohete)
Rutherford es un motor cohete de combustible líquido diseñado en Nueva Zelanda por Rocket Lab y fabricado en Estados Unidos.
Utiliza LOX y RP-1 como combustibles y es el primer motor cohete que usa un ciclo de alimentación por bomba eléctrica. Se usa en el propio cohete de la compañía, Electron. El cohete se compone de dos etapas que usa un grupo de nueve motores idénticos en la primera etapa y otro en la segunda, optimizado para la operación en vacío con una tobera más larga. La versión a nivel del mar produce 24 kN de empuje y tiene un impulso específico de 311 segundos (3,05 km/s), mientras que su versión optimizada para vacío produce 24 kN de empuje y tiene un impulso específico de 343 segundos (3,36 km/s).